# SoftBank 705SC
SoftBank 705SC（ソフトバンク ななまるご エスシー）は韓国のサムスン電子が開発したソフトバンクモバイルのW-CDMA通信方式の携帯電話端末である。

## 主な機能・サービス
- PCドキュメントビューワ
- ミュージックプレイヤー (AAC方式対応)
- 着うたフル
- Bluetooth
- S!アプリ（メガアプリ）
- TVコール
- トライリンガル（日・英・韓）
- デルモジ表示対応
- レコメール
- 電子コミック

## 特徴
サムスン電子が日本で発売する2機種目で、同社初の日本向けスライド型機種となった。そのデザインは、海外向け機種や、後に登場する706SCと類似したイメージの、伸びやかなもの。キー部中央の、メッキで縁取られた逆台形の方向キーがアクセントとなっている。
前機種の804SSは、日本向けユーザインタフェースを搭載しており、海外メーカの携帯電話としては使いやすいという評判だった。しかし一部では海外機種特有の仕様もあった。
705SCでは前機種の特徴であった薄さはさらに薄くなり、スライド式3G携帯電話としては国内最薄（2006年10月現在）の12.9mmである。
ユーザインタフェースは804SSを踏襲しているが、簡易留守録機能の搭載や、メール保存件数の増加、メニュー画面の種類の増加など、細かな点で改善が見られる。
ハードウエアとしても、Bluetooth V1.2に対応、さらに外部メモリ（MicroSD）対応など改善されている。
ただ、QRコード読み取り、赤外線通信、Felica (おサイフケータイ) などの機能は未搭載で、また、カメラ機能もマクロ撮影が出来ない等、コストパフォーマンス重視の位置付けをされた機種と言える。
2ヶ月後に、この端末に3Gハイスピードを対応させた709SCを販売したので、僅か4ヶ月と2番目の短さでカタログ落ちとなった。（カタログ掲載期間が最も短いのは、2008年終わりに、端末の発表後、日本での事業撤退を発表したノキア製Nokia E71の1ヶ月である）

## 沿革
- 2006年7月19日　 テュフ・ラインランド・ジャパン(TUV)による技術基準適合証明の工事設計認証（工事設計認証番号005XYAA0029、005NYDA0090）
- 2006年8月4日　  TUVによる技術基準適合認定の設計認証 （設計認証番号A06-0146005）
- 2006年9月22日　 TUVによる技術基準適合証明の工事設計認証（工事設計認証番号005XYAA0036、005NYDA0103）
- 2006年10月14日　発売